# أوزيوة
أوزيوة هي جماعة قروية في إقليم تارودانت بجهة سوس ماسة جنوب المغرب. وهي تضم 7692 نسمة، حسب الإحصاء العام للسكان والسكنى لسنة 2014. وتتكون الجماعة من 44 دُوار.

## دواوير الجماعة
| أيت كدان | سد المختار السوسي                                                     | إيديكل                                                                                          |
| --- | --------------------------------------------------------------------- | ----------------------------------------------------------------------------------------------- |
| - تروشت - أسكن - تكديرت - سوق الثلاث - أكدز - تبيا - تنار - أغلا - تنزنرت - أزرو - تكضيشت - تلمنغيت - إبركناتن - أركراكر - تميغاط - تملواتين - تزميمت - تليضلا - زاوية إكرضان - تزكي | - إدركان - تغرات - أسول - إشكوكن - تنكسيف - تكترت - توك الخير - أكاوز | - تيزي - إكيسل - أيت أعرو - إسكتان - أغبار - مليلات - توريرت نيكت - ثلاث نيكت - أخوريبن - إميضر |

## التعليم
قائمة المؤسسات التعليمية في جماعة أوزيوة:
- مجموعة مدارس الإنبعاث (المركزية: أسكن / الوحدات: سوق الثلاث - شطبل)
- مجموعة مدارس الجاحظ (المركزية: إدركان / الوحدات: تزميمت - الزاوية - ملحقة السد)
- مجموعة مدارس سيدي احماد (الدواوير: اسول - تنوكسيف - أكاوز - تكترت)
- مجموعة مدارس إكيسل (المركزية: إكيسل / الوحدات: أغبار - مليلات - إميضر - توريرت نيكت)
- الثانوية الإعدادية أوزيوة
- الثانوية التأهيلية المهدي بن بركة
- مدرسة أكاوز للتعليم العتيق

## البنية التحتية
تتوفر جميع الدواوير التابعة لجماعة أوزيوة على الكهرباء والماء الصالح للشرب.

## النقل والطرق
- يقع مركز الجماعة على الطريق الإقليمية رقم 1702، ويبعد عن مدينة أولوز بـ 15 كلم.
- الطريق الرابطة بين مركز الجماعة ودواوير تزميمت والزاوية هي طريق معبدة

## السياحة
منطقة أوزيوة معروفة بالسياحة الداخلية نظراً لموقعها الجغرافي بين سد المختار السوسي وسد أولوز والذي يتوفر على منطقة شاسعة مليئة بالمناظر الطبيعية الخلابة.

## الجمعيات
قائمة الجمعيات في جماعة أوزيوة:
- جمعية ...
- جمعية ...
- جمعية ...